# Большесельское сельское поселение
Большесельское сельское поселение — муниципальное образование в Большесельском районе Ярославской области. Административный центр — село Большое Село.

## История
Большесельское сельское поселение образовано 1 января 2005 года в соответствии с законом Ярославской области № 65-з от 21 декабря 2004 года «О наименованиях, границах и статусе муниципальных образований Ярославской области». Границы Большесельского сельского поселения установлены в административных границах Большесельского, Высоковского и Марковского сельских округов.
25 февраля 2009 года в соответствии с законом Ярославской области № 7-з «Об объединении поселений в Большесельском, Даниловском и Ярославском муниципальных районах Ярославской области и внесении изменений в Закон Ярославской области „О наименованиях, границах и статусе муниципальных образований Ярославской области“» с Большесельским сельским поселением объединено упразднённое Новосельское сельское поселение в составе Новосельского сельского округа.

## Состав сельского поселения
В состав сельского поселения (образованного в границах 4 сельских округов: Большесельского, Высоковского, Марковского, Новосельского) входят 183 населённых пункта.
| №   | Населённый пункт | Тип населённого пункта       | Население | Сельский округ |
| --- | ---------------- | ---------------------------- | --------- | -------------- |
| 1   | Алексеево        | деревня                      | ↗4        | Марковский     |
| 2   | Алексино         | деревня                      | ↗5        | Новосельский   |
| 3   | Андреево         | деревня                      | ↗23       | Большесельский |
| 4   | Андрейцевка      | деревня                      | →0        | Высоковский    |
| 5   | Аниково          | деревня                      | ↗6        | Новосельский   |
| 6   | Антоново         | деревня                      | →3        | Высоковский    |
| 7   | Арефино          | деревня                      | ↗11       | Марковский     |
| 8   | Артёмово         | деревня                      | →0        | Марковский     |
| 9   | Афанасово        | деревня                      | ↗1        | Высоковский    |
| 10  | Аферово          | деревня                      | ↗13       | Высоковский    |
| 11  | Бабуково         | деревня                      | →2        | Большесельский |
| 12  | Байково          | деревня                      | ↘142      | Марковский     |
| 13  | Бакунино         | село                         | ↘5        | Марковский     |
| 14  | Баскачи          | деревня                      | →7        | Высоковский    |
| 15  | Бахматово        | деревня                      | →0        | Большесельский |
| 16  | Бекичево         | деревня                      | →0        | Большесельский |
| 17  | Березино         | деревня                      | ↘1        | Высоковский    |
| 18  | Блины            | деревня                      | →0        | Новосельский   |
| 19  | Большое Село     | село, административный центр | ↘3455     | Большесельский |
| 20  | Большое Скрылево | деревня                      | ↗5        | Большесельский |
| 21  | Борисово         | деревня                      | ↗3        | Большесельский |
| 22  | Борщевка         | деревня                      | ↘16       | Марковский     |
| 23  | Ботвино          | деревня                      | ↗6        | Новосельский   |
| 24  | Бревино          | деревня                      | →0        | Марковский     |
| 25  | Бураши           | деревня                      | →0        | Новосельский   |
| 26  | Ваньково         | деревня                      | →2        | Новосельский   |
| 27  | Варегово         | деревня                      | ↗42       | Марковский     |
| 28  | Васенино         | деревня                      | ↗6        | Большесельский |
| 29  | Васино           | деревня                      | ↗7        | Большесельский |
| 30  | Ваулино          | деревня                      | ↘19       | Большесельский |
| 31  | Веретея          | деревня                      | →0        | Новосельский   |
| 32  | Ветрово          | деревня                      | ↗1        | Большесельский |
| 33  | Внучково         | деревня                      | →2        | Новосельский   |
| 34  | Волково          | деревня                      | ↗1        | Марковский     |
| 35  | Волыново         | деревня                      | ↘7        | Высоковский    |
| 36  | Высоково         | деревня                      | ↘271      | Высоковский    |
| 37  | Гаврильцево      | деревня                      | →1        | Большесельский |
| 38  | Гаврильцево      | деревня                      | ↘40       | Новосельский   |
| 39  | Гаврино          | деревня                      | →4        | Большесельский |
| 40  | Гари             | деревня                      | ↘164      | Новосельский   |
| 41  | Гартово          | деревня                      | ↘3        | Большесельский |
| 42  | Герцино          | село                         | →0        | Высоковский    |
| 43  | Глоднево         | деревня                      | ↗7        | Большесельский |
| 44  | Горки            | деревня                      | ↗11       | Большесельский |
| 45  | Григорцево       | деревня                      | →0        | Новосельский   |
| 46  | Данильцево       | деревня                      | →0        | Марковский     |
| 47  | Девницы          | деревня                      | ↘78       | Новосельский   |
| 48  | Деревни          | деревня                      | →9        | Большесельский |
| 49  | Дерягино         | деревня                      | ↘12       | Новосельский   |
| 50  | Дор              | деревня                      | ↘13       | Новосельский   |
| 51  | Доронино         | деревня                      | ↘6        | Марковский     |
| 52  | Дуброво          | деревня                      | →4        | Новосельский   |
| 53  | Дунилово         | село                         | ↘560      | Большесельский |
| 54  | Дягилевка        | деревня                      | ↗13       | Марковский     |
| 55  | Желудьево        | деревня                      | →0        | Большесельский |
| 56  | Жиряки           | деревня                      | →3        | Марковский     |
| 57  | Загарье          | деревня                      | ↘5        | Новосельский   |
| 58  | Зайково          | деревня                      | ↘4        | Новосельский   |
| 59  | Замостье         | деревня                      | ↗2        | Высоковский    |
| 60  | Заручье          | деревня                      | ↘3        | Большесельский |
| 61  | Зверево          | деревня                      | ↘1        | Новосельский   |
| 62  | Ивановское       | деревня                      | ↗1        | Марковский     |
| 63  | Ивановское       | деревня                      | →0        | Марковский     |
| 64  | Иванцево         | деревня                      | ↘164      | Новосельский   |
| 65  | Игрищи           | деревня                      | ↘116      | Большесельский |
| 66  | Ильицино         | деревня                      | ↗2        | Марковский     |
| 67  | Калитино         | деревня                      | ↘27       | Новосельский   |
| 68  | Кальяки          | деревня                      | ↘0        | Высоковский    |
| 69  | Каменское        | деревня                      | ↗4        | Большесельский |
| 70  | Карачуново       | деревня                      | →0        | Марковский     |
| 71  | Кершево          | деревня                      | →0        | Новосельский   |
| 72  | Кириллово        | деревня                      | ↘0        | Большесельский |
| 73  | Климатино        | деревня                      | ↗1        | Марковский     |
| 74  | Козлово          | деревня                      | ↘8        | Высоковский    |
| 75  | Колошино         | деревня                      | ↘34       | Большесельский |
| 76  | Колшево          | деревня                      | ↗2        | Большесельский |
| 77  | Костяново        | деревня                      | →0        | Высоковский    |
| 78  | Кулиги           | деревня                      | →1        | Марковский     |
| 79  | Кулыново         | деревня                      | ↗20       | Большесельский |
| 80  | Легково          | деревня                      | ↗8        | Новосельский   |
| 81  | Леонтьевское     | деревня                      | ↘7        | Новосельский   |
| 82  | Лихинино         | деревня                      | ↘0        | Марковский     |
| 83  | Лучкино          | деревня                      | →1        | Новосельский   |
| 84  | Лыткино          | деревня                      | ↗2        | Новосельский   |
| 85  | Максимово        | деревня                      | ↘0        | Большесельский |
| 86  | Малечкино        | деревня                      | ↘3        | Высоковский    |
| 87  | Малинки          | деревня                      | ↘12       | Новосельский   |
| 88  | Малое Скрылево   | деревня                      | ↘1        | Большесельский |
| 89  | Марково          | деревня                      | ↗5        | Марковский     |
| 90  | Матренино        | деревня                      | ↗9        | Новосельский   |
| 91  | Медведково       | деревня                      | ↘2        | Новосельский   |
| 92  | Миглино          | деревня                      | ↗368      | Марковский     |
| 93  | Минтихи          | деревня                      | →5        | Новосельский   |
| 94  | Митино           | деревня                      | →0        | Большесельский |
| 95  | Михали           | деревня                      | ↘1        | Большесельский |
| 96  | Мишенино         | деревня                      | ↘0        | Высоковский    |
| 97  | Мошнино          | деревня                      | ↘3        | Высоковский    |
| 98  | Мытищи           | деревня                      | →0        | Большесельский |
| 99  | Нестерково       | деревня                      | →3        | Марковский     |
| 100 | Никаново         | деревня                      | ↘2        | Новосельский   |
| 101 | Никифорцево      | деревня                      | ↗7        | Марковский     |
| 102 | Николаевское     | деревня                      | →0        | Марковский     |
| 103 | Николо-Молокша   | село                         | →0        | Высоковский    |
| 104 | Никольское       | село                         | ↗25       | Большесельский |
| 105 | Никулино         | деревня                      | ↘14       | Новосельский   |
| 106 | Новая            | деревня                      | →0        | Большесельский |
| 107 | Новленское       | деревня                      | →0        | Большесельский |
| 108 | Новое            | село                         | ↗522      | Новосельский   |
| 109 | Новоселки        | деревня                      | ↗7        | Марковский     |
| 110 | Новый Посёлок    | деревня                      | 0         | Новосельский   |
| 111 | Овсецовка        | деревня                      | →0        | Марковский     |
| 112 | Отестово         | деревня                      | ↘2        | Новосельский   |
| 113 | Павлово          | деревня                      | ↘6        | Новосельский   |
| 114 | Пестово          | деревня                      | ↘0        | Новосельский   |
| 115 | Плескание        | деревня                      | →0        | Новосельский   |
| 116 | Погорелки        | деревня                      | ↗1        | Новосельский   |
| 117 | Подольское       | деревня                      | ↘4        | Марковский     |
| 118 | Подчигарово      | деревня                      | →0        | Большесельский |
| 119 | Половинкино      | деревня                      | ↘6        | Марковский     |
| 120 | Поляна           | деревня                      | →0        | Новосельский   |
| 121 | Поповская        | деревня                      | →2        | Большесельский |
| 122 | Поткино          | деревня                      | →4        | Новосельский   |
| 123 | Починки          | деревня                      | →0        | Высоковский    |
| 124 | Прибылово        | деревня                      | ↘15       | Большесельский |
| 125 | Приречье         | деревня                      | ↘16       | Новосельский   |
| 126 | Прокшино         | деревня                      | ↗2        | Большесельский |
| 127 | Противье         | деревня                      | ↘32       | Высоковский    |
| 128 | Пустынь          | деревня                      | →2        | Высоковский    |
| 129 | Путалово         | деревня                      | ↗3        | Новосельский   |
| 130 | Ратково          | деревня                      | →0        | Новосельский   |
| 131 | Ромашино         | деревня                      | ↗2        | Новосельский   |
| 132 | Рукавово         | деревня                      | ↘5        | Большесельский |
| 133 | Русилово         | деревня                      | →2        | Новосельский   |
| 134 | Рыгайцево        | деревня                      | →0        | Высоковский    |
| 135 | Савкино          | деревня                      | →0        | Марковский     |
| 136 | Самарино         | деревня                      | ↘1        | Новосельский   |
| 137 | Селехово         | деревня                      | →0        | Новосельский   |
| 138 | Сельцо           | деревня                      | ↗288      | Большесельский |
| 139 | Семенково        | деревня                      | →4        | Новосельский   |
| 140 | Семенцово        | деревня                      | →0        | Новосельский   |
| 141 | Сереброво        | деревня                      | →0        | Новосельский   |
| 142 | Серковская       | деревня                      | ↗17       | Большесельский |
| 143 | Симоново         | деревня                      | ↘8        | Высоковский    |
| 144 | Совкино          | деревня                      | ↘16       | Большесельский |
| 145 | Совкино          | деревня                      | →0        | Большесельский |
| 146 | Соколино         | деревня                      | ↗5        | Новосельский   |
| 147 | Соснино          | деревня                      | ↘0        | Новосельский   |
| 148 | Спирово          | деревня                      | ↘3        | Большесельский |
| 149 | Степанцево       | деревня                      | ↗3        | Новосельский   |
| 150 | Стрябково        | деревня                      | ↘1        | Большесельский |
| 151 | Судаково         | деревня                      | →0        | Большесельский |
| 152 | Судовики         | деревня                      | ↘0        | Новосельский   |
| 153 | Таршуково        | деревня                      | →0        | Большесельский |
| 154 | Телятово         | деревня                      | ↘1        | Новосельский   |
| 155 | Терехово         | деревня                      | ↘11       | Новосельский   |
| 156 | Тешелово         | деревня                      | ↗13       | Новосельский   |
| 157 | Токарево         | деревня                      | ↗2        | Новосельский   |
| 158 | Токариново       | деревня                      | →0        | Высоковский    |
| 159 | Труфимская       | деревня                      | →3        | Большесельский |
| 160 | Тузлыки          | деревня                      | ↘0        | Новосельский   |
| 161 | Тупайцево        | деревня                      | →0        | Большесельский |
| 162 | Тяжино           | деревня                      | ↗1        | Большесельский |
| 163 | Устье            | деревня                      | ↗12       | Новосельский   |
| 164 | Уткино           | деревня                      | ↘20       | Большесельский |
| 165 | Ушаково          | деревня                      | ↗1        | Большесельский |
| 166 | Фалюково         | деревня                      | →2        | Марковский     |
| 167 | Федорково        | деревня                      | →0        | Большесельский |
| 168 | Федорково        | деревня                      | ↗16       | Марковский     |
| 169 | Федотово         | деревня                      | ↗2        | Марковский     |
| 170 | Филиппово        | деревня                      | →0        | Большесельский |
| 171 | Филипцево        | деревня                      | ↘7        | Марковский     |
| 172 | Фофаново         | деревня                      | ↘35       | Большесельский |
| 173 | Фроловское       | село                         | →4        | Новосельский   |
| 174 | Хмельники        | деревня                      | ↗14       | Новосельский   |
| 175 | Чаброво          | деревня                      | →1        | Новосельский   |
| 176 | Чаново           | деревня                      | ↘6        | Новосельский   |
| 177 | Ченцы            | деревня                      | →1        | Марковский     |
| 178 | Чудиново         | деревня                      | →2        | Марковский     |
| 179 | Шамнино          | деревня                      | ↘118      | Большесельский |
| 180 | Широканово       | деревня                      | ↗4        | Высоковский    |
| 181 | Шушкицы          | деревня                      | ↗4        | Большесельский |
| 182 | Щукино           | деревня                      | ↘4        | Высоковский    |
| 183 | Якимково         | деревня                      | →7        | Марковский     |

Законом Ярославской области от 12 ноября 2019 года были упразднены деревня Клешнино Большесельского и деревня Мелкуши Новосельского сельских округов.